# Cecílie Jílková
Cecílie Jílková (* 23. srpna 1981 Praha) je česká publicistka, prozaička, scenáristka, nakladatelka, fotografka a výživová poradkyně, dcera spisovatelů Ludvíka Vaculíka a Lenky Procházkové, vnučka spisovatele a scenáristy Jana Procházky, neteř spisovatelky Ivy Procházkové a sestra režisérky Mariy Procházkové. Strýcem Jílkové je režisér Ivan Pokorný.

## Životopis
Cecílie Jílková se narodila roce 1981 v Praze. O svém dětství a dospívání v rodině disidentů vypráví v knize Otec Bůh a matka Láska. Po vystudování humanitních věd na Gymnáziu Jana Nerudy se ve dvaceti letech v roce 2001 vdala a vyzkoušela si různá zaměstnání. Ve volném čase se učila programování XHTML a CSS. V pětadvaceti letech napsala svůj první utopický román „Cesta na Drromm“, později psala pro Lidové noviny fejetony a články pod svým vlastním jménem nebo pod jménem svého otce Ludvíka Vaculíka. 
V sedmadvaceti letech se stala matkou a nastoupila na dráhu samostatného podnikání v oboru webdesignu a grafických prací. Je též známá jako výživová poradkyně. Mezi lety 2008 a 2011 psala články a rozhovory pro lékařský magazín Sanquis. Následně se stala autorkou několika scénářů pro seriál televize Nova Kriminálka Anděl. 
Od roku 2013 publikovala články o zdravé stravě na svém osobním blogu a na portálu Kalorické tabulky. Od roku 2016 vede spolu s matkou vlastní nakladatelství Procházka Publishing, v němž vydávají své knihy. Na téma zdravé stravy publikovala Jílková ve vlastním nakladatelství jednu příručku a tři knihy receptů. Tři ze čtyř knih doprovodila také vlastními fotografiemi.
V roce 2021 se Jílková vrátila k próze autobiografickým románem Otec Bůh a matka Láska, který byl vydaný o tři roky později v listopadu 2024.Jílková také publikuje články a fejetony na téma digitalizace a svobody slova na americké platformě Substack a spolupracuje s magazínem Public amerického novináře z týmu Twitter Files Michaela Shellenbergera. Posledním dílem Jílkové je dokumentární seriál internetové televize V.O.X. Digitální (R)evoluce.

## Dílo

### Próza
- Cesta na Drrom, literární prvotina, vědecko-fantastický román, ISBN 978-80-86201-74-0 (2010)
- Otec Bůh a matka Láska, autobiografický román[1]

### Knihy o stravě
- Najím se a zhubnu! Praktický průvodce změnou životního stylu[11] (2016)
- Najím se a zhubnu! Recepty na celý rok[12] (2017)
- Moje mlsání bez cukru a bez lepku[13] (2018)
- Najím se a zhubnu! Recepty pro celou rodinu[14] (2019)

### Scénáře
- Kriminálka Anděl - Pohřbená zaživa[18] (2012)
- Kriminálka Anděl - Krása bolí[19] (2012)
- Kriminálka Anděl - Zvěřinec[20] (2014)
- Digitální (R)evoluce[21] (2023) - dvanáctidílná dokumentární minisérie V.O.X. TV na téma digitalizace měny (CBDC), digitálních identit, sociálních sítí, protokolu Nostr, bitcoinu, libertarianismu, kryptoanarchismu, zodpovědného investování a Rakouské ekonomie.